# Kováts Iván
Kováts Iván (Kolozsvár, 1921. december 11. – Köln, 1983.) műkritikus. Kováts Benedek fia.

## Életútja
A marosvásárhelyi Református Kollégiumban végezte az első két gimnáziumi osztályt, majd a harmadiktól a hetedikig (1934-38) a Mihály román trónörökös számára létesített s egy-egy kisebbségi társat is befogadó különleges osztályban tanult Bukarestben és a szinajai Peleș-kastélyban. Az utolsó két évet ismét Marosvásárhelyen végezte (1940). A kolozsvári egyetem orvosi karán négy évet hallgatott, eközben két orvosi dolgozata jelent meg közösen Hadnagy Csabával. 1947-től a KZST tagja, székfoglalóját Háború c. novellájával tartotta (1948). Az 1970-es évek elején a Német Szövetségi Köztársaságba költözött, ahol a Szabad Európa Rádió magyar műsorai számára írt és fordított.
Főleg színházi, zenei, képzőművészeti tárgyú riportokkal, műkritikákkal, megemlékezésekkel az Igaz Szó, Új Élet, Vörös Zászló, A Hét hasábjain jelentkezett. Haszontalan giccs, vagy hasznos művészet? c. írása a Korunkban jelent meg (1962/8). Ugyanitt írt Gy. Szabó Béla Dante-metszeteinek forrásairól (1965/5) és közölték Az utca esztétikája c. tanulmányát (1965/11).